# برنهارد استفن (بازیکن فوتبال)
برنهارد استفن (انگلیسی: Bernhard Steffen؛ زادهٔ ۱ ژوئن ۱۹۳۷) بازیکن فوتبال اهل آلمان است.
از باشگاه‌هایی که در آن بازی کرده‌است می‌توان به باشگاه فوتبال فورتونا دوسلدورف اشاره کرد.
وی همچنین در تیم ملی فوتبال آلمان بازی کرده‌است.